# Carlo Cesare Malvasia
Il Conte Carlo Cesare Malvasia (Bologna, 18 dicembre 1616 – Bologna, 9 marzo 1693) è stato uno storico dell'arte italiano, autore del volume Felsina Pittrice (1678), una raccolta di biografie di artisti emiliani e romagnoli, e di Pitture di Bologna (pubblicato nel 1686), una guida artistica della Bologna del XVII secolo.

## Biografia
Discendente da un'antica famiglia aristocratica, Carlo Cesare Malvasia nacque a Bologna il 16 dicembre 1616. In giovinezza fu allievo dei pittori Giacinto Campana e Giacomo Cavedone. Dopo aver coltivato gli studi letterari, si addottorò in utroque il 29 dicembre 1638. Membro dell'Accademia bolognese dei Gelati, all'inizio del 1639 si trasferì a Roma, dove fu ricevuto nell'Accademia degli Umoristi e in quella dei Fantastici, della quale fu poi eletto principe. A Roma conobbe il cardinale Bernardino Spada, grande mecenate e collezionista d'arte, e lo scultore Alessandro Algardi. Scoppiata la guerra di Castro, Malvasia vi prese parte al comando del generale Cornelio Malvasia, suo cugino. Cessate le ostilità, si ammalò gravemente, ma, rimessosi in forze, vestì gli abiti sacerdotali. Docente di giurisprudenza all'Università di Bologna, l'8 luglio 1653 si addottorò in teologia. Invitato a insegnare nelle università di Pavia e di Padova, preferì di rimanere in patria. Coadiutore del cugino Giambattista Malvasia, canonico della cattedrale, fu aggregato al collegio dei teologi. Nel novembre del 1662, assunse il canonicato che era stato del cugino. Morì a Bologna nel 1693.
Malvasia è il più celebre storico della scuola bolognese di pittura: i suoi scritti costituiscono una delle migliori fonti per lo studio dell'arte dei Carracci e della loro scuola. Il primo, Le pitture di Bologna (1657), uscì con il nome dell'Ascoso (Accademico Gelato). Frutto di lunghe ricerche, la Felsina pittrice, apparsa nel 1678 - e ristampata nel 1841 con aggiunte, correzioni e note di Giampietro Zanotti - narra, con straordinaria ricchezza di aneddoti e di particolari, le vite dei pittori di Bologna. Come critico Malvasia non è sempre imparziale; ciò nonostante, l'amore all'arte e la conoscenza pratica della pittura gli consentono una notevole chiarezza espositiva e un'imperturbabile coerenza di giudizi. Nel 1683, Malvasia cercò di decifrare il cosiddetto enigma bolognese, intagliato in una lapide classica (Aelia Laelia Crispis non nata resurgens), ma le sue ipotesi non furono più felici di altri tentativi di letterati contemporanei e posteriori. I Marmora Felsinea, stampati nel 1690, illustrano con solida dottrina archeologica le iscrizioni e le pietre antiche scoperte in territorio bolognese. Postumo (1694) uscì Il claustro di San Michele in Bosco dipinto dai Carracci e dai loro scolari, con la descrizione di tutti gli affreschi perduti, dei quali conservano ricordo le stampe di Giacomo Giovannini. Malvasia dipinse paesaggi, prospettive e soffitti nella sua villa di Mirasole Grande e nelle case degli amici, ma nulla ne rimane. Uno dei suoi migliori meriti è l'aver avviato agli studi Elisabetta Sirani. Stimò particolarmente Veronica Fontana, tanto da indicarla come «unica intagliatrice» e le fece intagliare numerosi ritratti degli artisti citati nella sua Felsina pittrice.

## Opere principali

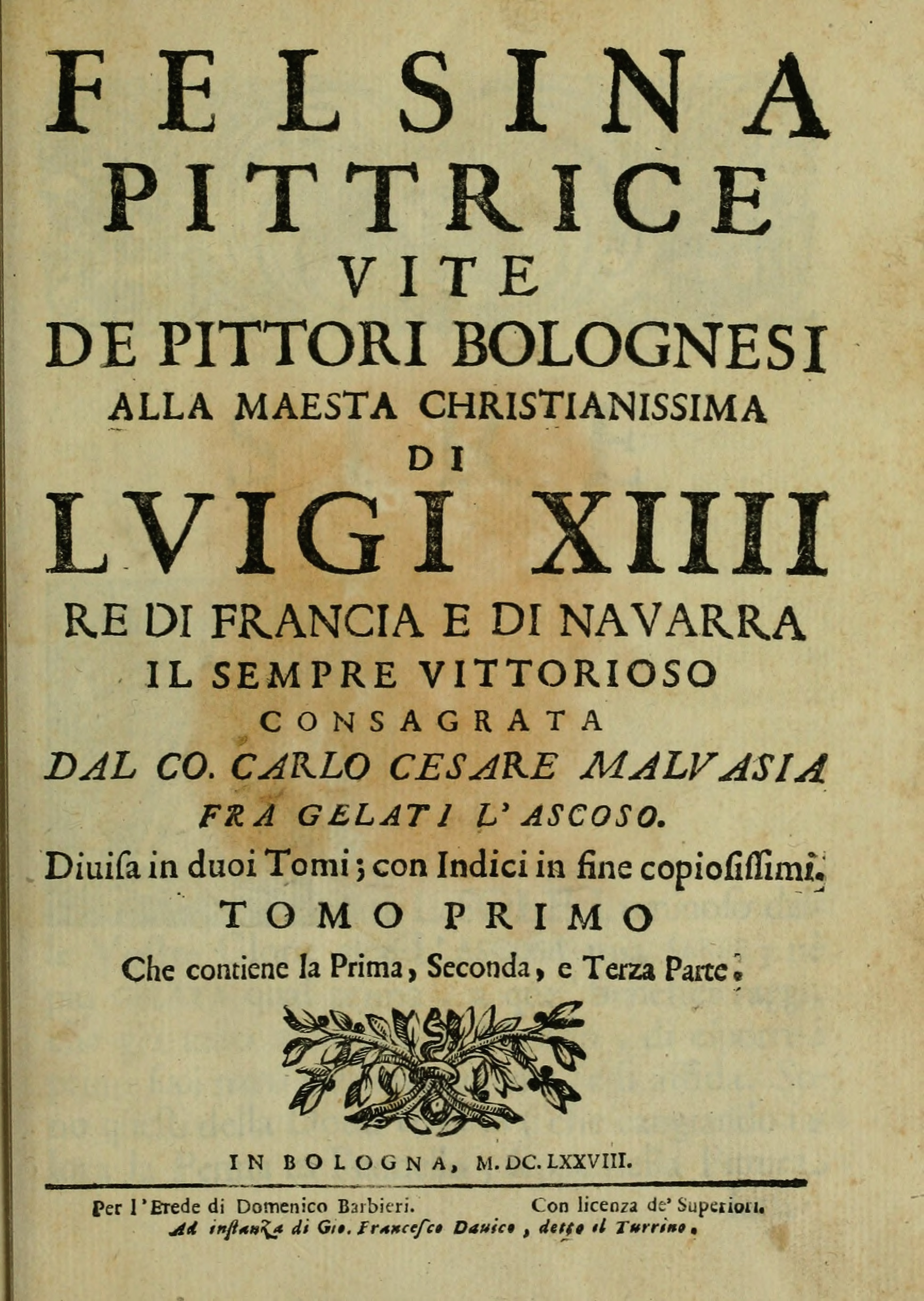
Frontespizio del libro Felsina pittrice, vol. 1 (1678)

- Carlo Cesare Malvasia, Felsina pittrice. Vite de' pittori bolognesi, Bologna, per l'Erede di Domenico Barbieri, 1678. (tomo I, tomo II)
- (LA) Carlo Cesare Malvasia, Aelia Laelia Crispis non nata resurgens in expositione legali, Bologna, Josephus Antonius de Turrinis & Dominicus Barberius, 1683.
- Carlo Cesare Malvasia, Le pitture di Bologna, Bologna, Monti, 1686. (noto anche come Il Passeggere disingannato)
- (LA) Carlo Cesare Malvasia, Marmora Felsinea, Bologna, typogr. Pisariana, 1690.
- Carlo Cesare Malvasia, Pantheon in Pindo, Bologna, 1691.

## Opere pubblicate postume
- 1694, Il claustro di S. Michele in Bosco, Bologna;
- 1983, Scritti originali del conte Carlo Cesare Malvasia spettanti alla sua Felsina pittrice, a cura di L. Marzocchi, Bologna.